# 十ヶ川
十ヶ川（じゅっかがわ）は、愛知県の知多半島北部、知多郡阿久比町と半田市を流れる十ヶ川水系の二級河川。下流部は半田運河（はんだうんが）として知られる。全長は5.15km、流域面積は8.6km2である。

## 阿久比川との関係

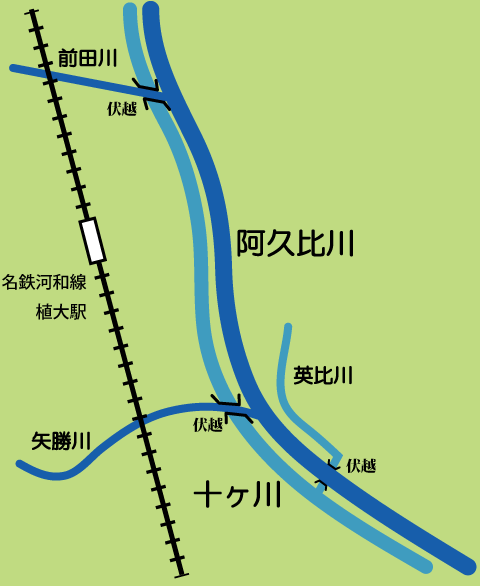
十ヶ川と阿久比川の関係

十ヶ川流域の空中写真。隣接して流れる阿久比川との水の色の差が分かる。1987年撮影の15枚を合成作成。
。

知多郡東浦町、阿久比町、半田市を流れる阿久比川は全長10.3km、流域面積30.8km2、流域内人口63,200人で知多半島最大の河川である。
十ヶ川は下流部以外では常に阿久比川に隣接して流れているが、上中流部が天井川となる阿久比川に比べて河床が低いため、自然排水や支流からの排水を受け持つ阿久比川とは異なり、低地の内水区域の排水を受ける。こうして丘陵部（上流）の排水は阿久比川が、平野部（中下流）の排水は十ヶ川が分担して受け持つことで、内水氾濫を食い止める役割を果たしている。
阿久比川の支流3河川をサイフォン式の伏越（ふせごし、立体交差の意味）によって横断し、また自身の支流である英比川（えびがわ）も阿久比川を伏越によって横断して十ヶ川に合流する複雑な河道である。十ヶ川の流域は阿久比川の流域にほぼ包括されるため、河川整備計画は両河川の合同で策定されている。

## 地理・流路

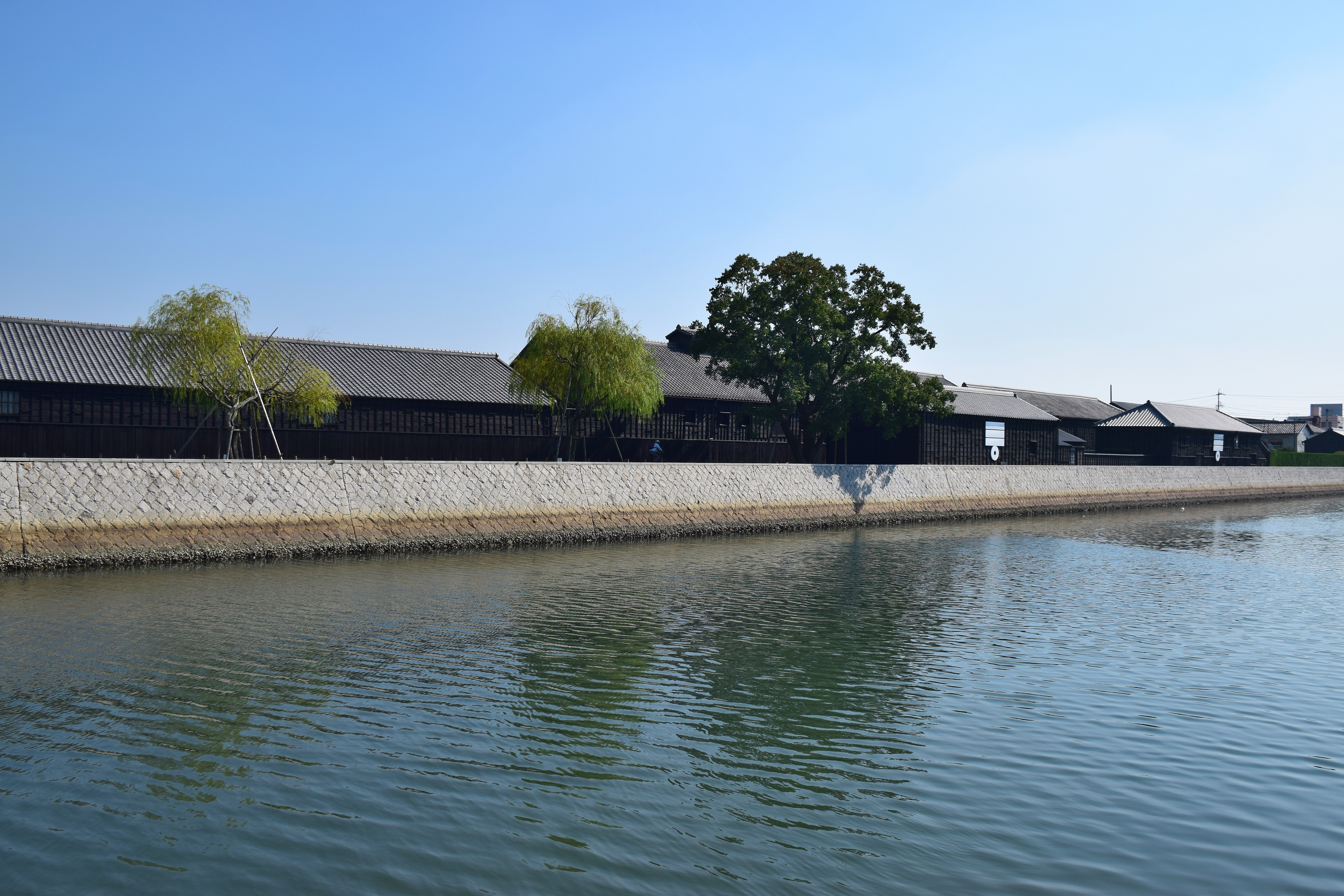
下流部の半田運河

名鉄河和線阿久比駅と坂部駅の中間付近、知多郡阿久比町卯坂の丘陵地の裾野に端を発し、河和線に沿って知多半島中央東部を南南東に向かって流れる。上中流部は水田と丘陵の合間に住宅団地が建設されて名古屋市のベッドタウン化が図られているが、阿久比町の人口は2020（令和2年）頃から若干減少傾向になっている。
阿久比駅北側のオアシス大橋付近では殿越川を、植大駅北側では前田川を、阿久比町と半田市の境界付近では矢勝川（この3河川はいずれも阿久比川の支流）を伏越によって横断する。また、唯一の支流である英比川は全長0.40km、流域面積1.6 km2の河川であり、阿久比町の最南東部で阿久比川を伏越によって横断して十ヶ川に合流する。矢勝川は新美南吉の童話『ごんぎつね』に登場することで知られており、毎年秋には堤に100万本以上の彼岸花が咲き誇る。
矢勝川をくぐると半田市に入り、河和線を離れて南東に向きを変え、直線的な河道となる。住吉橋を越えると南に向きを変え、JR武豊線、国道247号（半田大橋）をくぐって半田市中心部に近づく。半田大橋を越えると阿久比川は東に向きを変えて衣浦湾に注ぐが、十ヶ川はそのまま南進して半田運河と呼ばれる。
半田運河の中央部には源兵衛橋が架かっており、半田市役所・半田郵便局のある市街地東部と、JR武豊線半田駅や名鉄河和線知多半田駅のある市街地西部をつないでいる。源兵衛橋の南部には新川と呼ばれる支運河が分かれている。船方橋と1962年（昭和37年）完成の半田水門を越えると川幅が広くなり、衣浦臨海鉄道半田線を越えて衣浦湾に注ぐ。半田市の人口は増加を続けており、1980年代末には東海市の人口を越えて知多半島第一の都市となり、2010年（平成22年）の国勢調査では118,828人だった。
前田川との交差部以北での川幅は3-4mだが、前田川から矢勝川との交差部の間の川幅は10-12mであり、矢勝川から阿久比川と別れるまでの間の川幅は20mである。半田運河と呼ばれる区域の川幅は20-40mであり、両河川が離れる新橋以南は河川区域ではなく港湾区域となっている。

## 主な支流
二級河川と準用河川を下流側から順に記載する。
| 河川   | よみ         | 次数    | 種別              | 管理者          | 主な経過地       | 河川延長 （km） | 備考 |
| ------ | ------------ | ------- | ----------------- | --------------- | ---------------- | --------------- | ---- |
| 十ヶ川 | じゅっかがわ | 本川    | 二級河川          | 愛知県          | 半田市、阿久比町 | 5.15            |      |
| 英比川 | えびがわ     | 1次支川 | 二級河川 準用河川 | 愛知県 阿久比町 | 阿久比町         |                 |      |

## 歴史

### 十ヶ川と半田運河の掘削
阿久比川の最下流に位置する半田の町は江戸時代前期から酒や酢を中心とした醸造業で栄え、江戸時代中期からは大型廻船で半田湊から江戸や大阪などに産物が運ばれていた。天明8年（1788年）には5万石もの酒米が酒造りに充てられ、徳川御三家や尾張藩の奨励もあって大きく発展していった。文化元年（1804年）にはミツカン創業者の中野又左衛門が醸造酢作りに成功し、19世紀半ばには75軒もの酒造家がひしめき合っていた。知多半島は降水量が多くなく、大規模な河川が存在しないことから、丘陵の末端部に井戸を掘って上水道で運んだ水を醸造に用いていた。
しかし、半田の町を流れる阿久比川は中流から下流にかけて完全な天井川であったため、大雨の際には半田の町はたびたび洪水被害に遭った。その際に溜まる土砂の堆積で湊の水深が浅くなり、船舶の通行に支障をきたしていた。このため、元禄年間（1688年-1704年）から10年がかりで大規模な排水工事と新田開発が行なわれ、延長573m・全幅33mの入江である半田運河が整備された。安政2年（1855年）の大洪水後にも排水路と運河の工事が行なわれている。
戦後の1950年代にはほぼ現在の姿となり、1959年（昭和34年）の伊勢湾台風後には水門や防波堤護岸の近代化が図られた。かつては生活排水や工業排水の流入による汚泥問題が深刻化していたが、1991年（平成3年）に衣浦港半田運河再生事業計画が策定され、源兵衛橋の改築や遊歩道の設置などが行なわれ、黒板塀の醸造蔵に石畳の道が川面に映る現在の景観となった。

### 現代の洪水被害
1959年（昭和34年）9月（伊勢湾台風による高潮）、1976年（昭和51年）9月（台風17号と豪雨による洪水）、1991年（平成3年）9月（台風17-19号による洪水）、2000年（平成12年）9月（東海豪雨による洪水）などで阿久比川・十ヶ川流域に浸水被害が出ている。
伊勢湾台風の際には半田市域だけで6,099戸が床上または床下浸水に遭い、860ヘクタールが冠水した。1976年9月には阿久比町・半田市の両自治体で1,251戸が浸水し、674.8ヘクタールが冠水した。1991年9月には両自治体で298戸が浸水し、17.9ヘクタールが冠水した。東海豪雨の際には両河川とも氾濫危険水位を越えることはなかったが、伏越工の前面に設置された除塵機が詰まって内水氾濫を起こし、両自治体で841世帯が浸水し、310.9ヘクタールが冠水した。
1976年以降には激甚災害事業として伏越の改修などが行なわれ、2000年以降には除塵機の改善などが行なわれた。

## 自然・気候・地質
十ヶ川上流部の代表的な種には、魚類にコイやギンブナ、鳥類にアオサギやヒバリ、植物にカナムグラやクズなどがあり、下流部の代表的な種には、魚類にボラやマハゼ、鳥類にヒドリガモやケリ、植物にクズやススキなどがある。重要な種には、上流部のメダカやイシガメ、下流部のマシジミやハマアカザやチュウヒなどがある。
十ヶ川・阿久比川の両河川でカダヤシやアレチウリなどの外来種が確認されているが、阿久比川で確認されているブルーギルやオオクチバスなどは十ヶ川では確認されていない。十ヶ川や阿久比川の流域にはヘイケボタルが生息しており、阿久比町はホタルの保護活動を積極的に行なっている。1989年（平成元年）、阿久比町は環境省によってふるさといきものの里100選に選出された。
流域は太平洋側気候であり、四季を通じて温暖である。年平均気温は約16度であり、年間降水量は約1500mmである。半島付け根中央部（阿久比町・知多市・東海市・東浦町の境界付近）からは南南東の衣浦湾に向かって阿久比川と十ヶ川が、北西の伊勢湾に向かって大田川が流れ、大府丘陵と知多丘陵を分断している。流域の土地利用比率は宅地が62%、水田が23%、畑地が4%、その他が15%であり、宅地と水田が約1/3ずつの阿久比川に比べて宅地比率が高い。

## 文化

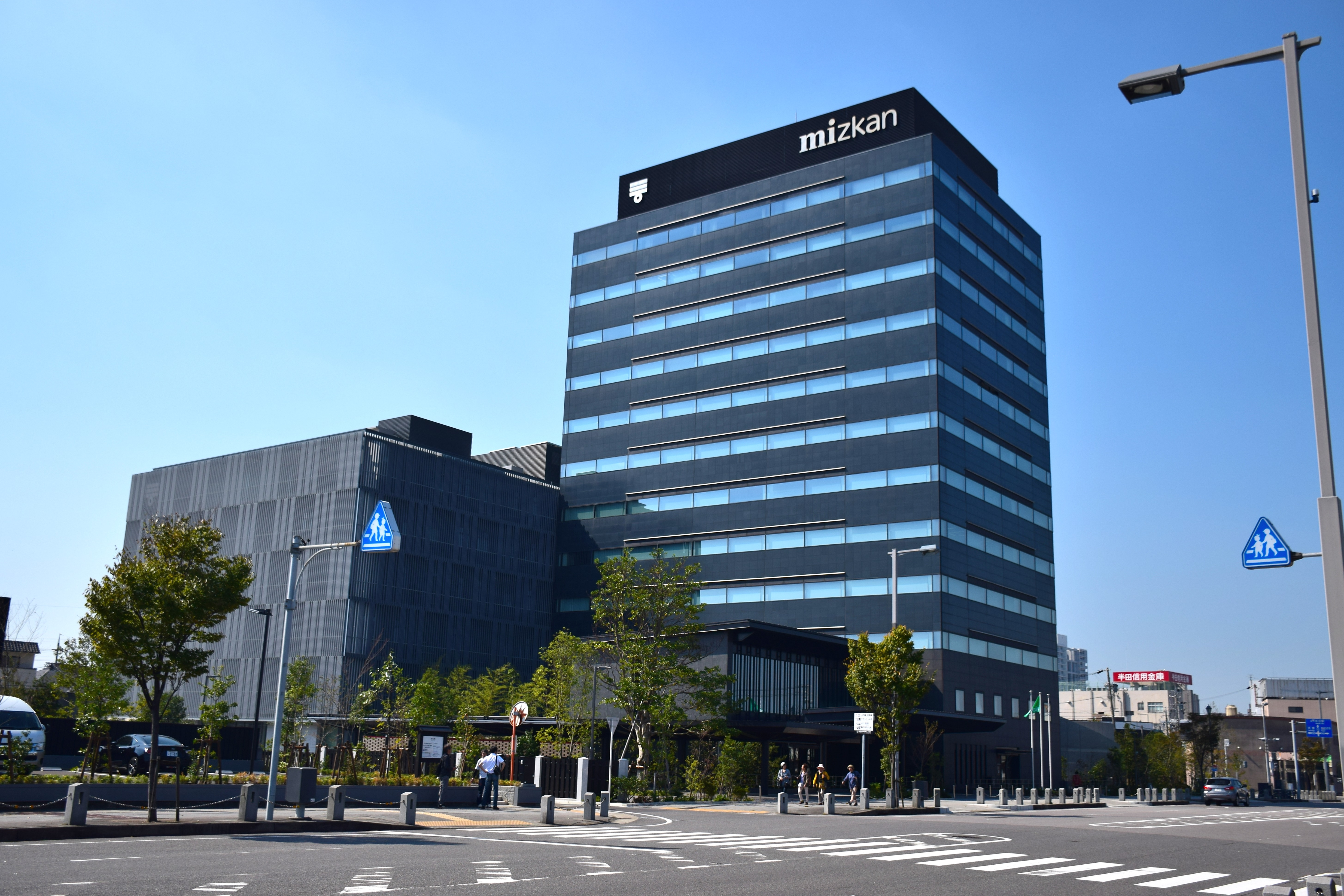
ミツカン本社

下流部の半田運河沿いにはミツカンや中埜酒造などの黒板張りの醸造蔵が立ち並び、登録有形文化財の小栗家住宅（豪商小栗家の邸宅）、國盛酒の文化館（200年以上実際に使用されていた醸造蔵）、博物館「酢の里」などの文化施設がある。2003年（平成15年）より、毎年春には市民から寄付された200匹ほどのこいのぼりが半田運河上を泳ぐ。
2001年（平成13年）には環境省が選定した「かおり風景100選」に、2007年（平成19年）には古都保存財団などが選定した「美しい日本の歴史的風土準100選」に選出されている。黒澤明監督の「姿三四郎」（1943年公開）は、半田運河沿いのミツカン工場前でもロケが行なわれた。
かつては物資運搬に活躍していた半田運河だが、1962年（昭和37年）に河口に半田水門を建設したため、現在は船舶の航行はできない。2012年（平成24年）より、半田運河では毎年夏に「半田運河手づくりいかだレース大会」が開催されている。
名古屋市立大学大学院教授の瀬口哲夫は、成立の経緯や美しさで選んだ「日本三大運河」は小樽運河（北海道小樽市）・堀川運河（宮崎県日南市）・半田運河であるとしている。2008年（平成20年）には全国運河サミットが半田市で開催された。

### 周辺施設

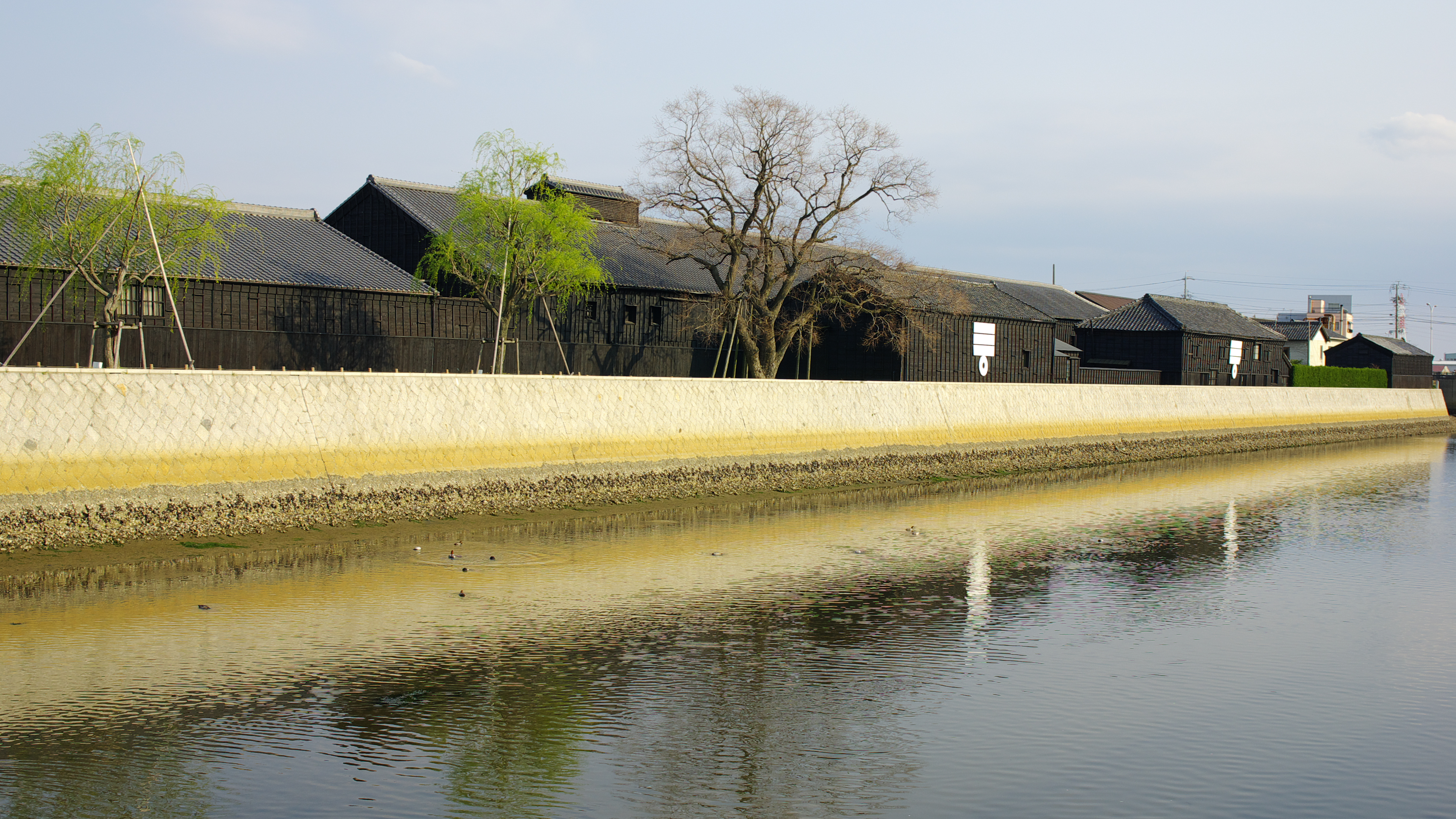
半田運河沿いのミツカンの倉庫群
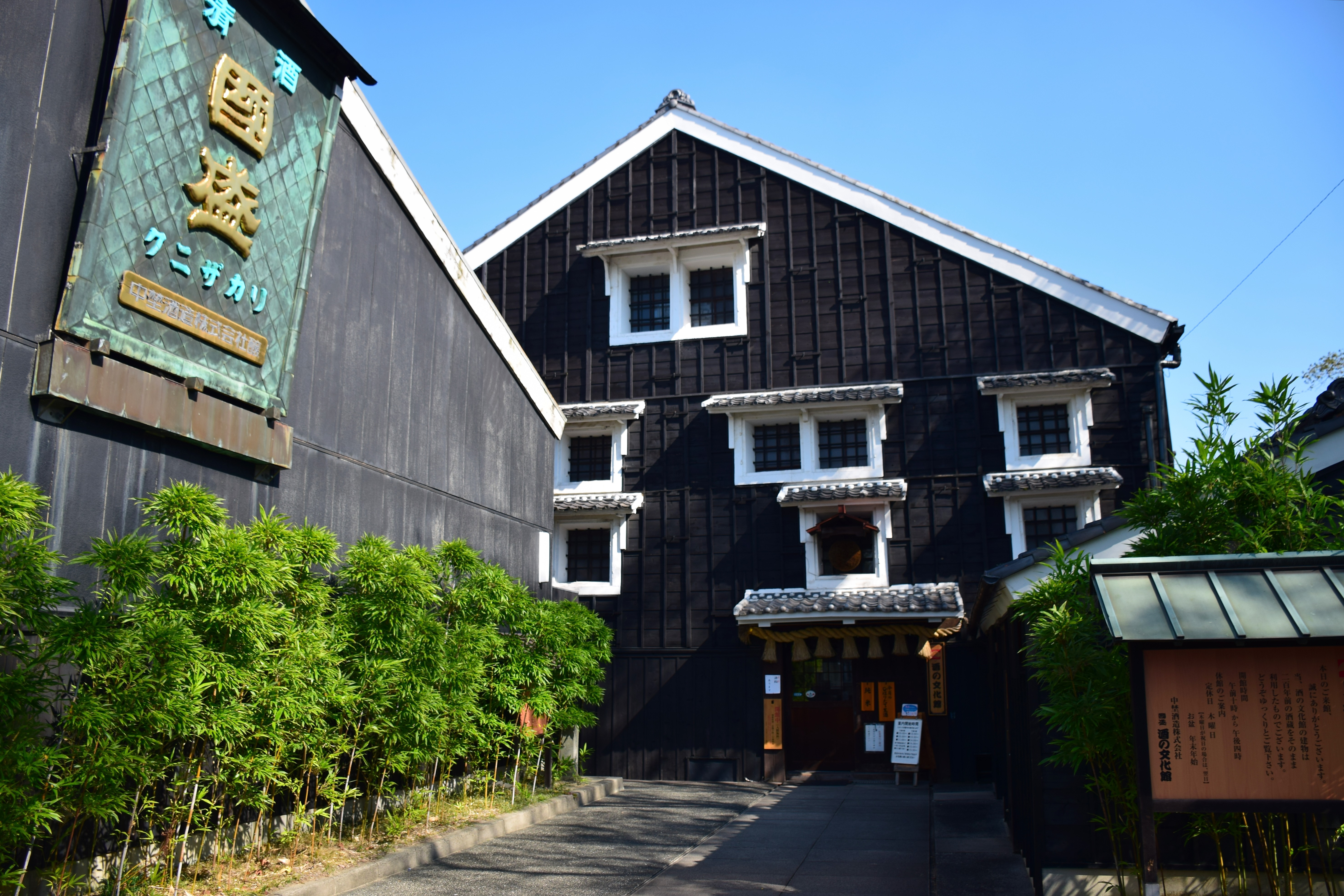
國盛酒の文化館
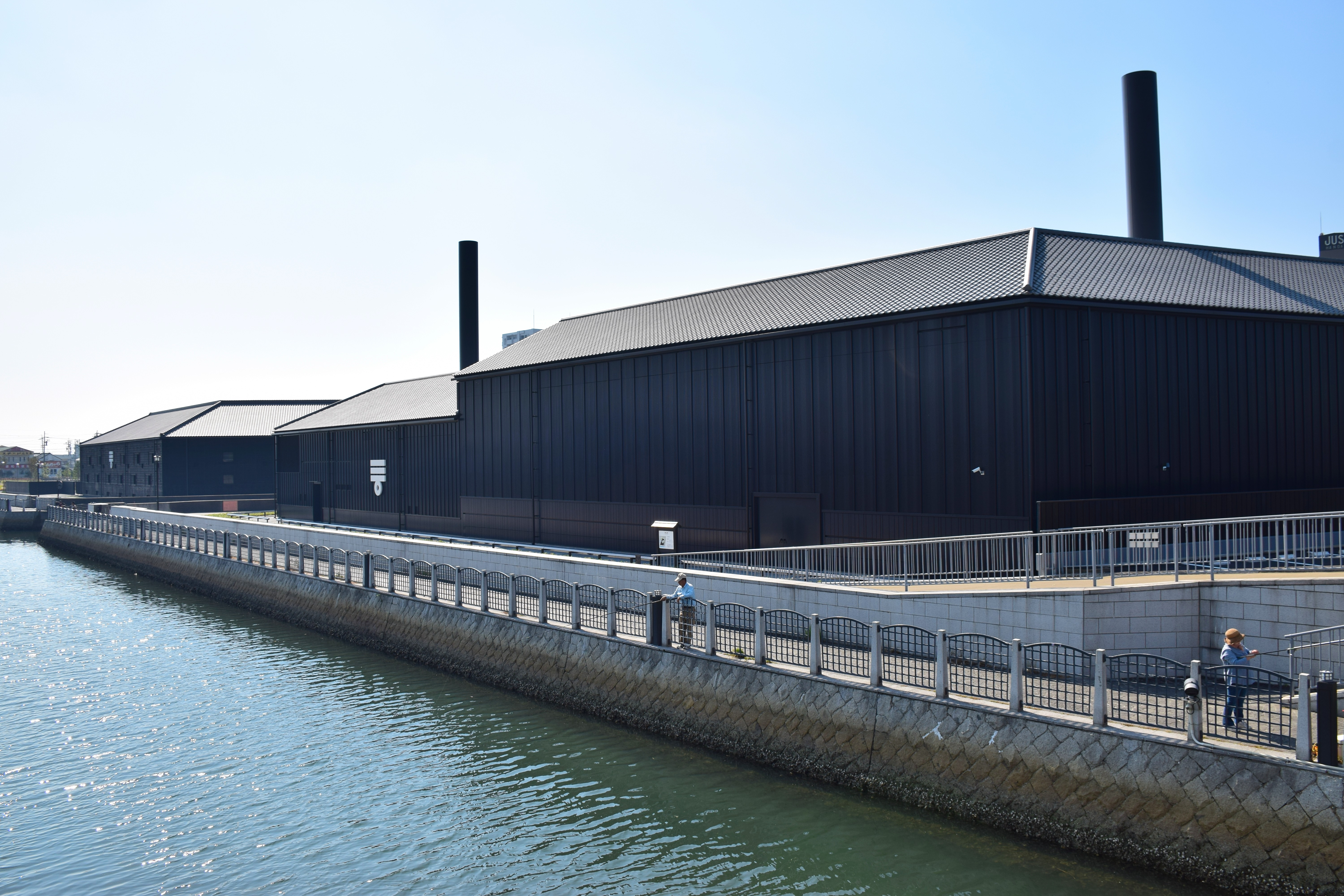
MIZKAN MUSEUMと半田運河
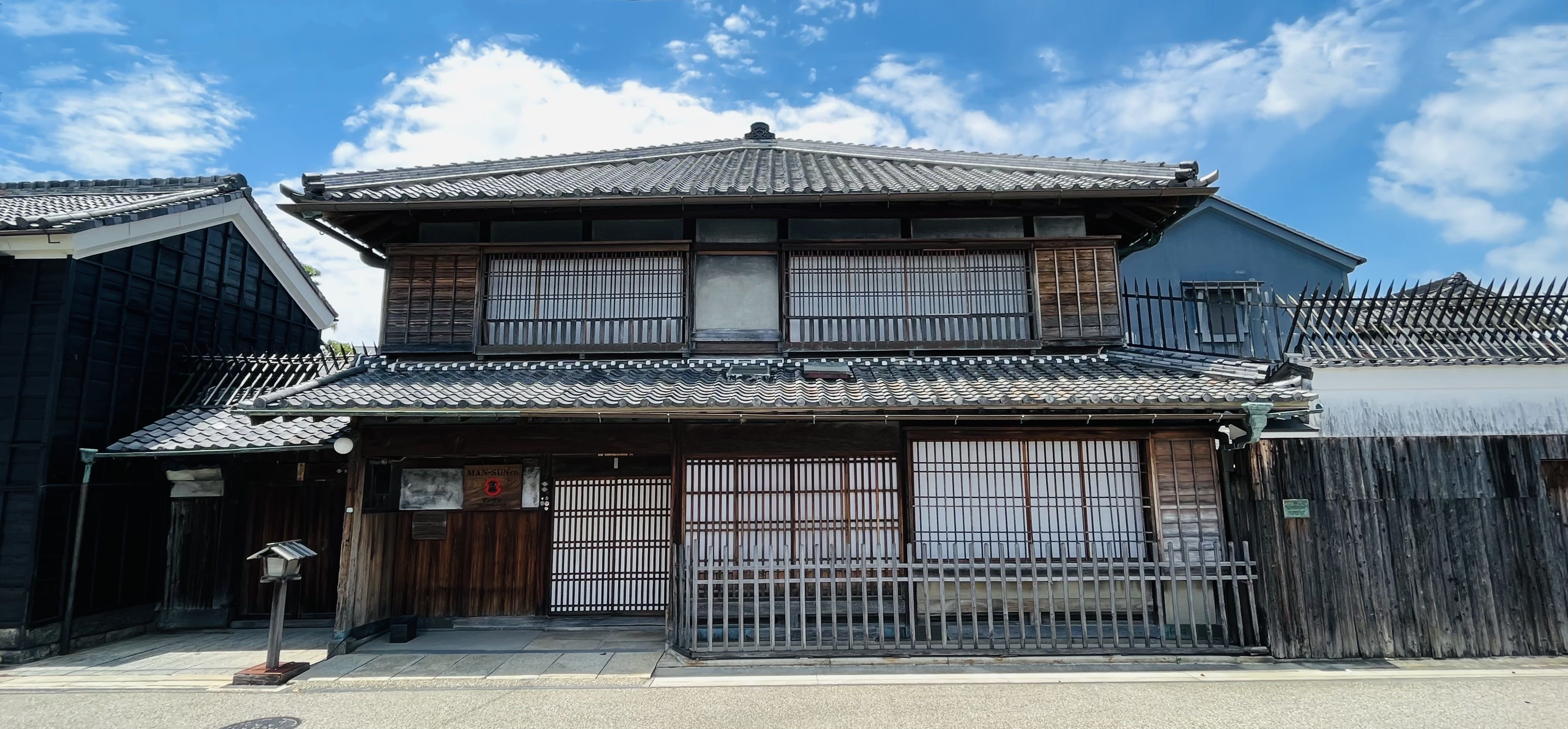
小栗家住宅
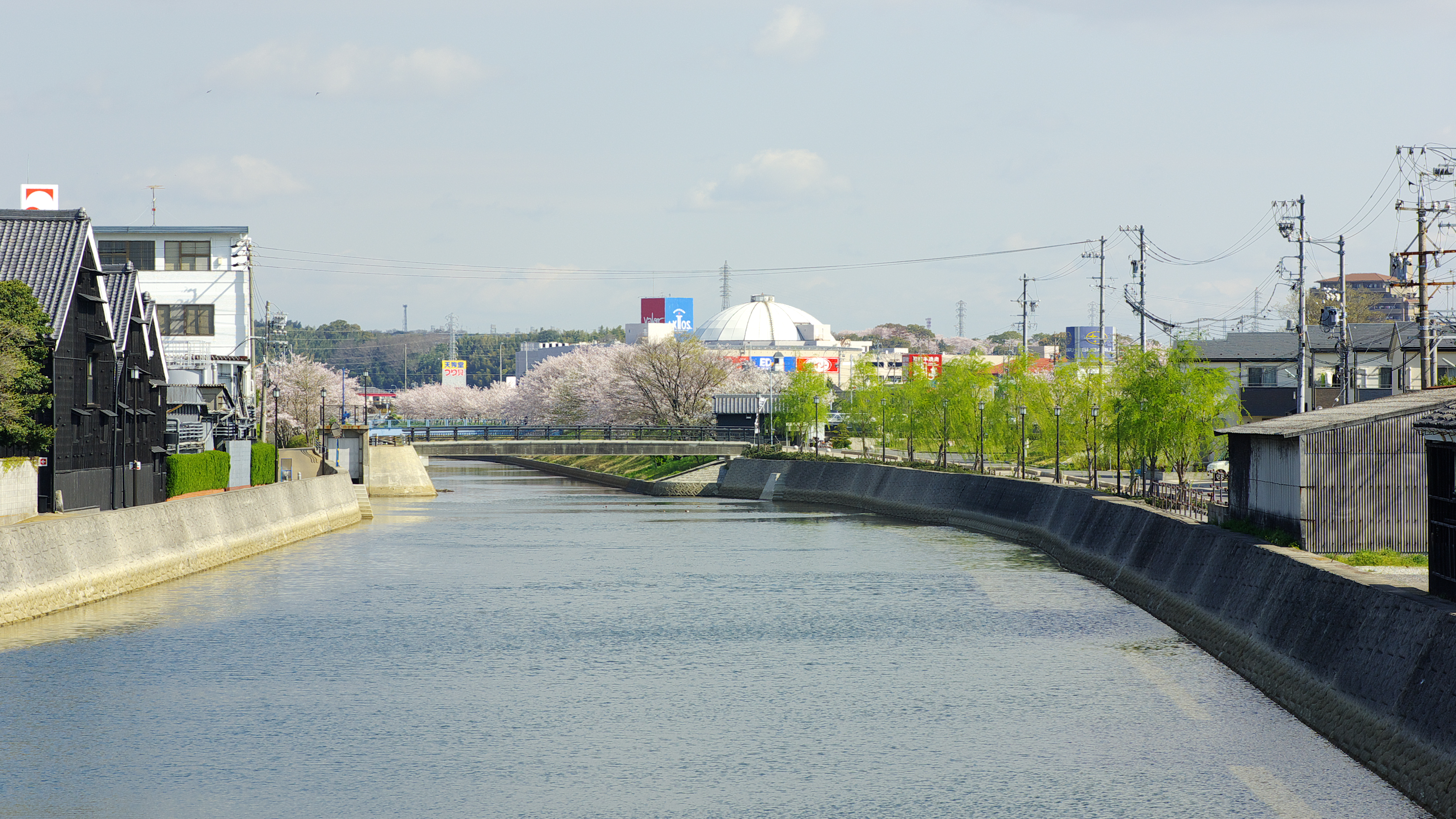
南から見た半田運河